# Adlullia
Adlullia este un gen de molii din familia Lymantriinae.